# Adrianna Nicole

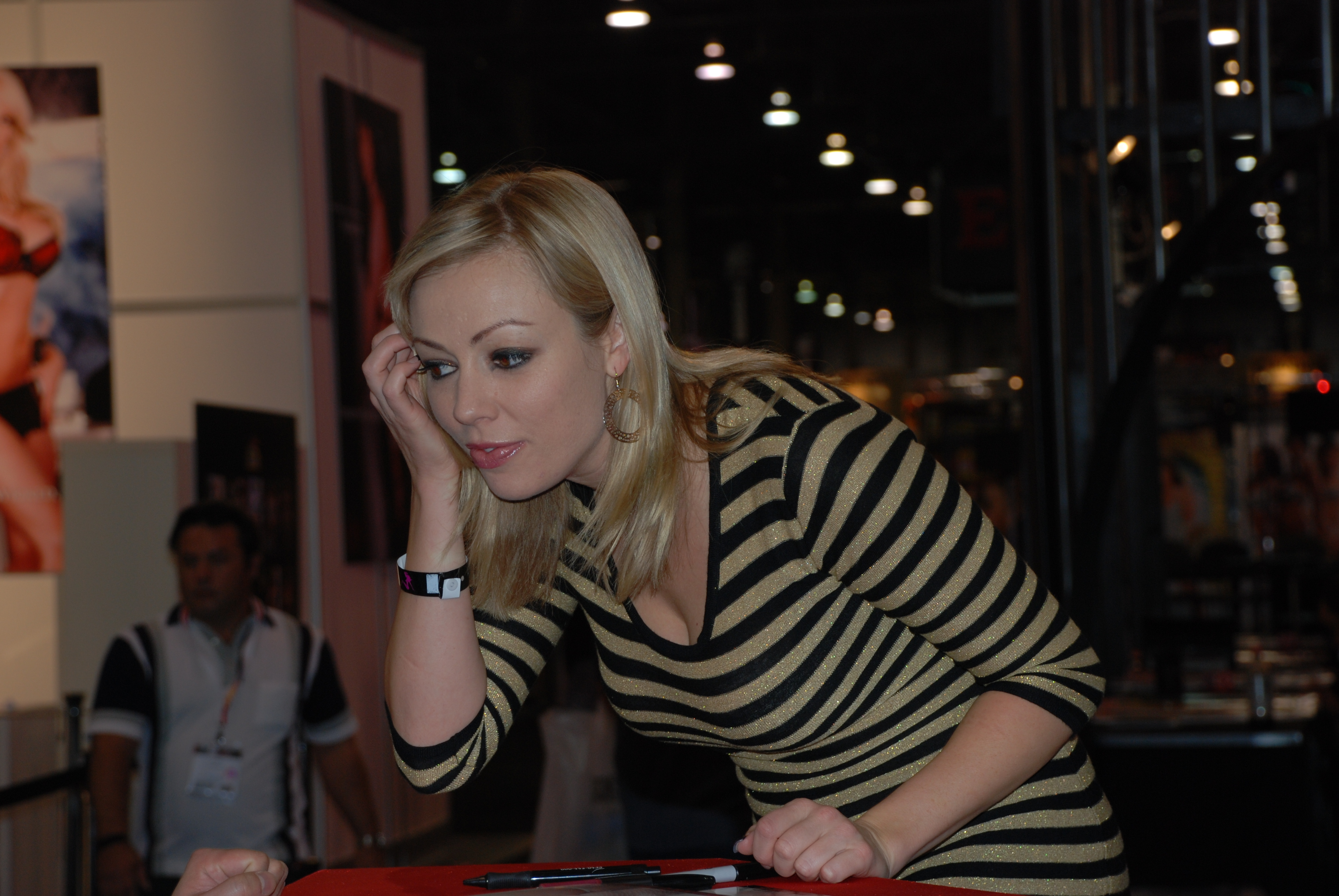
Adrianna Nicole gibt Autogramme bei der AVN Adult Entertainment Expo, 2009

Adrianna Nicole (* 25. März 1977 in San Francisco, Kalifornien  als Adrianna Suplick) ist eine US-amerikanische Pornodarstellerin.

## Karriere
Adrianna Nicole begann 2000 unter dem Namen ‚Seven‘ als BDSM-Model zu arbeiten.
Seit 2005 dreht sie Pornofilme. Seitdem hat sie laut IAFD in über 400 Filmen (Stand: Mai 2016) mitgespielt. Zu ihren bekanntesten Filmen zählen Upload, Fashionistas Safado – The Challenge und Chemistry 4.
Nicole war bisher achtmal für den AVN Award nominiert und konnte ihn 2007 in der Kategorie „Best Group Sex Scene (Video)“ gewinnen.

## Filmografie (Auswahl)
- 2005: Anal Annihilation 3
- 2006: Fashionistas Safado – The Challenge
- 2006: Suck It Dry 2
- 2007: Upload
- 2007: Evil Anal 2
- 2007: Big Wet Tits 5
- 2008: Belladonna: No Warning 4
- 2008: Chemistry 4: The Orgy Edition
- 2008: Brand New Faces 8
- 2008: Women Seeking Women 43
- 2009: Bang Bus 25
- 2009: Evil Anal 10
- 2009: Belladonna: Hell’s Belles
- 2010: Belladonna: No Warning 5
- 2010: Private X-treme 45: All Girl Fight Club
- 2011: Belladonna: No Warning 6
- 2013: Belladonna: No Warning 8
- 2013: Gag Reflex 1

## Auszeichnungen & Nominierungen
- 2007: AVN Award in der Kategorie „Best Group Sex Scene, Video“ für Fashionistas Safado – The Challenge (zusammen mit Belladonna, Melissa Lauren, Jenna Haze, Gianna, Sandra Romain, Flower Tucci, Sasha Grey, Nicole Sheridan, Marie Luv, Caroline Pierce, Lea Baren, Jewell Marceau, Jean Val Jean, Christian XXX, Voodoo, Chris Charming, Erik Everhard, Mr. Pete und Rocco Siffredi)[1]
- 2008: AVN Award Nominierung – Unsung Starlet Of The Year
- 2008: AVN Award Nominierung – Most Outrageous Sex Scene – Upload
- 2009: AVN Award Nominierung – Most Outrageous Sex Scene – World’s Biggest Cum Eating Cuckold
- 2009: AVN Award Nominierung – Unsung Starlet Of The Year
- 2009: XRCO Award Nominierung – Unsung Siren
- 2009: XRCO Award Nominierung – Superslut
- 2009: XBIZ Award Nominierung – Female Performer of the Year
- 2010: AVN Award Nominierung – Best All-Girl Group Sex Scene – Party of Feet
- 2010: AVN Award Nominierung – Best Group Sex Scene – Evil Anal 10
- 2011: AVN Award Gewinner – Most Outrageous Sex Scene – Belladonna: Fetish Fanatic 8 (mit Amy Brooke und Allie Haze)
- 2011: AVN Award Nominierung – Best Oral Sex Scene – Fuck Face